# مووبرای ماونتن (تنسی)
مووبرای ماونتن(به انگلیسی: Mowbray Mountain) شهری در ایالت تنسی کشور ایالات متحده آمریکا است که جمعیت آن در سرشماری سال ۲۰۱۰ میلادی، ۱٬۶۱۵ نفر بوده‌است.